# Герб Коропського району
Герб Ко́ропського райо́ну — офіційний символ Коропського району Чернігівської області. Затверджений 7 вересня 2010 року рішенням Коропської районної ради 31-ї сесії V скликання.
Автор — А. Ґречило.

## Опис
Гербовий щит заокруглений. У синьому полі срібний короп, у золотій главі дві сині, покладені навхрест булави, обабіч яких по пурпуровій 8-променевій зірці, у золотій основі — два сині бивні мамонта в арку. 
Срібний короп вказує на назву району і районного центру. Два сині бивні мамонта на Мізинську стоянку — археологічну пам'ятку пізнього палеоліту на території району. Тут було знайдено перший у світі ансамбль музичних інструментів.
Великий герб Коропського району: щит з гербом району охоплює вінок із зелених гілок дуба, золотих пшеничних колосків та синьої квітки льону, перевитих синьою стрічкою із золотим написом «Коропський район», щит вінчано золотою районною короною. 